# Карл Краусс
Карл фон Краусс (нім. Karl von Krauß; 13 вересня 1789, м. Львів — 5 березня 1881, м. Відень) — австрійський правник, доктор права, ректор Львівського університету (1830—1831).

## Життєпис
Закінчив юридичний факультет Львівського університету (1809). У 1809—1810 роках практикант канцелярії Львівської окружної управи; 1810—1815 роки стажист, 1833—1846 роки президент Львівського земського суду; 1815—1818 роки — ратспротоколіст Земського суду; 1818—1822 земельний радник у м. Тарнів. У 1825—1834 роках директор юридичного факультету, у 1830/31 академічному році — ректор Львівського університету. У 1826—1829 роках галицький апеляційний радник, 1829—1833 роки галицький камерпрокуратор, з 1846 року віце-президент, з 1867 року президент Вищого суду у Відні. У 1851—1857 роках — міністр юстиції Австрії, а з 1857 року перший президент Вищого судового і касаційного двору.

## Нагороди і відзнаки
- Шляхетські титули: лицар (1834), барон (1852),
- Таємний радник (1843),
- Великий хрест королівського угорського ордена святого Стефана (1859)[4],
- Почесний громадянин Відня (8 квітня 1859),
- Канцлер ордена Золотого руна (1862).